# Kradljivac munje
Kradljivac munje (engl. The Lightning Thief), prva je knjiga u serijalu o Persiju Džeksonu i bogovima sa Olimpa američkog pisca Rika Riordana. Prvi put ju je objavio izdavač Miramax Books u SAD 28. jula 2005. godine. Za četiri godine, knjiga je prodata u 1,2 miliona primeraka. Knjige iz serijala o Persiju Džeksonu su do sada 132. uzastopne nedelje na New York Times listi bestselera za decu. Knjigu Kradljivac munje na srpskom jeziku je objavio Stylos Art u oktobru 2008. godine.

## Sinopsis
Persi Džekson je na prvi pogled sasvim običan dvanaestogodišnjak koji često menja škole i upada u problematične situacije koje ne nastaju njegovom voljom već čudnim spletom okolnosti. Priča počinje kada Persi sa školom posećuje muzej Metropoliten gde su izložena neka od najpoznatijih dela antike. Jedini Persijev prijatelj je sićušni i nenametljivi Grover Andervud. Nakon predavanja o antičkim bogovima, Persi upada u čudnu situaciju. Profesorka matematike, gospođa Dods, pretvara se u čudovište iz antičke mitologije koje pokušava da ga ubije. Uz neočekivanu pomoć profesora istorije, gospodina Branera, koji mu dobacuje olovku koja se u Persijevim rukama pretvara u mač, Persi uspeva da ubije čudovište. Ali, najčudnije tek sledi, jer niko u školi nije čuo ni za kakvu gospođu Dods, a gospodin Braner se ponaša kao da se to nije ni dogodilo. 
Kada Persi slučajno čuje delić razgovora između gospodina Branera i svog prijatelja Grovera, postoje još zbunjeniji. Kraj školske godine se bliži, a Persi sve više upada u nevolje. Na kraju ga obaveštavaju da mu sledeće godine neće dozvoliti da ponovo pohađa akademiju Jensi.
Poslednjeg dana školske godine, Persi i Grovera se autobusom vraćaju kućama. Grover je nervozan i uplašen, i saopštava Persiju da je on njegov čuvar. Odjednom, autobus se kvari, i putnici moraju da izađu. Sa druge strane puta, nalazi se tezga sa voćem i tri jako stare bakice koje štrikaju ogroman par plavih čarapa. Bakice netremice posmatraju Persija, a kada jedna od njih bude makazama presekla nit, Grover postaje još uplašeniji. 
Nakon povratka kući, Persi zatiče svog očuha smrdljivog Gejba Uljana za pokeraškim stolom, koji mu po običaju prvo traži novac. Ali kada se Persijeva majka Sali vrati s posla, smiruje Gejba obećanjem da će mu napraviti pasulj. Persi i njegova mama Sali kreću na letnji odmor na obali mora, prvi nakon dve godine. Nakon razgovora sa majkom, Persi saznaje da je njegov pravi otac kog nikada nije upoznao, bio moćan i važan čovek, ali da nije mogao da ostane sa njima. On nije želeo da Persi ide u običnu školu, već u neki letnji kamp, ali to bi onda značilo da više neće videti svoju majku. Pošto Persija iz noćne more probudi fijuk uragana, na vratima bungalova se pojavljuje Persijev prijatelj Grover sav van sebe i uplašeno im saopštava da im je nešto za petama.

## Glavni likovi u knjizi
- Persi Džekson
- Grover Andervud
- Anabet Čejs
- Sali Džekson
- Gejb Uljan
- Luk Kastelan
- Klarisa
- Gospodin Braner/Hiron
- Gospodin D/Dionis
- Posejdon
- Zevs
- Had
- Ares
- Nereida
- Tetka Em/Meduza
- Furije
- Ehidna i Himera
- Prokrust
- Haron
- Kerber
- Argus
- Mojre
- Minotaur
- Najade
- Nimfe

## Mesta dešavanja
- Njujork
- Olimp
- Long Ajlеnd
- Kamp polutana
- Sent Luis
- Los Anđeles
- Podzemni svet
- Los Anđeles
- Stiks
- Denver
- Las Vegas
- Santa Monika

## Spoljašnje veze
- Zvanični sajt
- Knjiga na srpskom na sajtu izdavača